# Fernando Fernández-Arias
Fernando Fernández-Arias Minuesa (Madrid, 1964) es un diplomático español. Embajador de España en Finlandia (desde 2022).

## Carrera diplomática
Tras licenciarse en Derecho en la Universidad Complutense de Madrid, realizó la diplomatura en Humanidades Contemporáneas en la Universidad Autónoma de Madrid, y en Derecho Francés en la Universidad de París XI. Ingresó en la carrera diplomática en 1990.
Ha estado destinado en las Embajadas de España en Jordania y Finlandia, cónsul en Londres y en Jerusalén. De regreso a España, ha sido subdirector general de la Oficina de Derechos Humanos del Ministerio de Asuntos Exteriores y de Cooperación (2005-2008), director de la Oficina de Relaciones Internacionales del Ministerio de Igualdad y director de Programación de Casa América. Fue Transatlantic Diplomatic Fellow en el Departamento de Estado estadounidense (2009-2010), consejero en la Representación Permanente de España ante la ONU (2010-2015) y fellow en el Weatherhead Center for International Affairs de la Universidad de Harvard.
También ha sido embajador-director de la Escuela Diplomática (2018-2021); y director general de Naciones Unidas, Organizaciones Internacionales y Derechos Humanos en el Ministerio de Asuntos Exteriores, Unión Europea y Cooperación (2021).
En 2022 fue nombrado embajador de España en Finlandia.